# Pierre Forestier
Pierre Forestier (* 21. November 1902 in Roquefort; † 1989 in Paris) war ein französischer Architekt und Stadtplaner.

## Leben
Pierre Forestier wurde 1902 als Sohn des Agronomen und Handelsrichters Henri Forestier und der Marthe Guérin geboren. Er besuchte das Gymnasium in Orléans und Sainte-Barbe-sur-Gaillon und legte 1920 die Reifeprüfung ab. Ab 1922 studierte er Architektur an der École nationale supérieure des beaux-arts de Paris bei Georges Gromort, ab 1924 lernte er bei Auguste Perret im Atelier im Palais de Bois. Hier lernte er Ernő Goldfinger und André Sive kennen und arbeitete mit beiden. Gleichzeitig absolvierte er eine Ausbildung am Institute d’Urbanisme und arbeitete anschließend im Architekturbüro von Auguste und Gustave Perret. 1927 nahm Forestier für die Perrets eine Tätigkeit in Algerien auf, wo er den Architekten Jacques Guiauchain bei der Planung und Ausführung des Regierungssitzes in Algier in Stahlbetonbauweise unterstützte, eine Bauweise mit der Forrestier vertraut war, weil es das bevorzugte Baumaterial der Perrets war. Forestier erbaute ein expressives Bauwerk im Stil des von Perret bevorzugten „classicisme structurel“.
1930 gewann Forestier mit Sive gemeinsam den Wettbewerb um die Cité sanitaire de Clairvivre in Salagnac. In 25 Monaten planten und realisierten die beiden Architekten eine komplette Stadt mit 180 Einfamilien- und zwei Mehrfamilienhäusern, einem Krankenhaus, einem Hotel mit Café, Restaurants, einem Kino, Geschäften, einer Schule, einer Kfz-Werkstatt und einem Heizwerk. 1937 baute Forestier in Algier die auf Stelzen gesetzte Villa Blondeau auf einem steil abfallenden Grundstück. Außerdem realisierte er in Algerien ein Forschungszentrum und ein Wohnhaus.
Von 1937 bis 1939 war Forestier Baurat der Stadt Orléans. In seine Amtszeit fiel der Bau einer Kindertagesstätte und die Umgestaltung des Kunstmuseums. Ab 1938 arbeitete er als Architekt des Ministère des Postes et des Télécommunications für die Départements Loir-et-Cher, Indre und Nièvre und realisierte mehrere Postämter und Briefverteilungszentren in Nevers, Montargis, Saint-Amand-en-Puisaye, Pithiviers, Chartres, Bourges, Blois und Orléans. 1955 wurde Forestier zum Architekten des Institute nationale de la Santé et de la Recherche médicale (INSERM) ernannt und baute bis 1970 mehrere Labore für das Institut.

## Auszeichnungen
- 1935 Auszeichnung mit einer Silbermedaille zur Weltausstellung in Brüssel
- 1937 Silbermedaille zur Exposition internationale des Arts et des Techniques in Paris
- Ritter der Ehrenlegion
- Offizier des Ordre national du Mérite

## Werke
- 1927–1929 Regierungssitz Algier
- 1929 Maison de l’Agriculture de l’Oranie in Algier, mit Guiauchain
- 1930 Cité sanitaire de Clairvivre in Salagnac, mit Sive
- 1937 Villa Blondeau
- 1937–1939 Kindertagesstätte, Umgestaltung des Kunstmuseums
- 1953–1994 Gebäude in der Avenue Kléber in Paris
- 1954–1955 Ferienhaus in Buthiers, mit Robert Le Ricolais
- Militärhospital Alphonse Laveran in Marseille und Hospitäler in Montmorency, Le Raincy, Meaux und Montfermeil
- Erweiterung des Sanatoriums La Musse in Arnières-sur-Iton